# 里伯
里伯（丹麥語：Ribe，丹麥語發音：[ˈʁiːpə]）位于日德兰半岛西部，是丹麦最古老的城镇。

## 名人
- 凯尔·阿伯尔：剧作家
- 埃米尔·克里斯蒂安·汉森：现代酿造之父
- 比约恩·东克贝克：帆板运动员

## 友好城市
- 法国巴勒鲁瓦
- 英国伊利
- 德国居斯特罗
- 奥地利多瑙河畔克雷姆斯
- 挪威莱康厄尔
- 德国拉策堡
- 瑞典斯特兰奈斯
- 台灣台南